# Blennospora
Blennospora é um género botânico pertencente à família Asteraceae.